# Karl Bielig
Karl Bielig (10 de outubro de 1898 – 13 de junho de 1991) foi um político alemão do Partido Social Democrata (SPD) e ex-membro do Bundestag alemão.

## Vida
Ele foi membro do Bundestag alemão nas primeiras eleições federais de 1949 a 1953. No parlamento, ele representou o eleitorado de Gandersheim - Salzgitter. Ele era membro do comité para todas as questões alemãs.

## Literatura
Herbst, Ludolf; Jahn, Bruno (2002).  Vierhaus, ed. Biographisches Handbuch der Mitglieder des Deutschen Bundestages. 1949–2002 (em alemão). München: De Gruyter - De Gruyter Saur. 1715 páginas. ISBN 978-3-11-184511-1